# Gerd Schönfelder

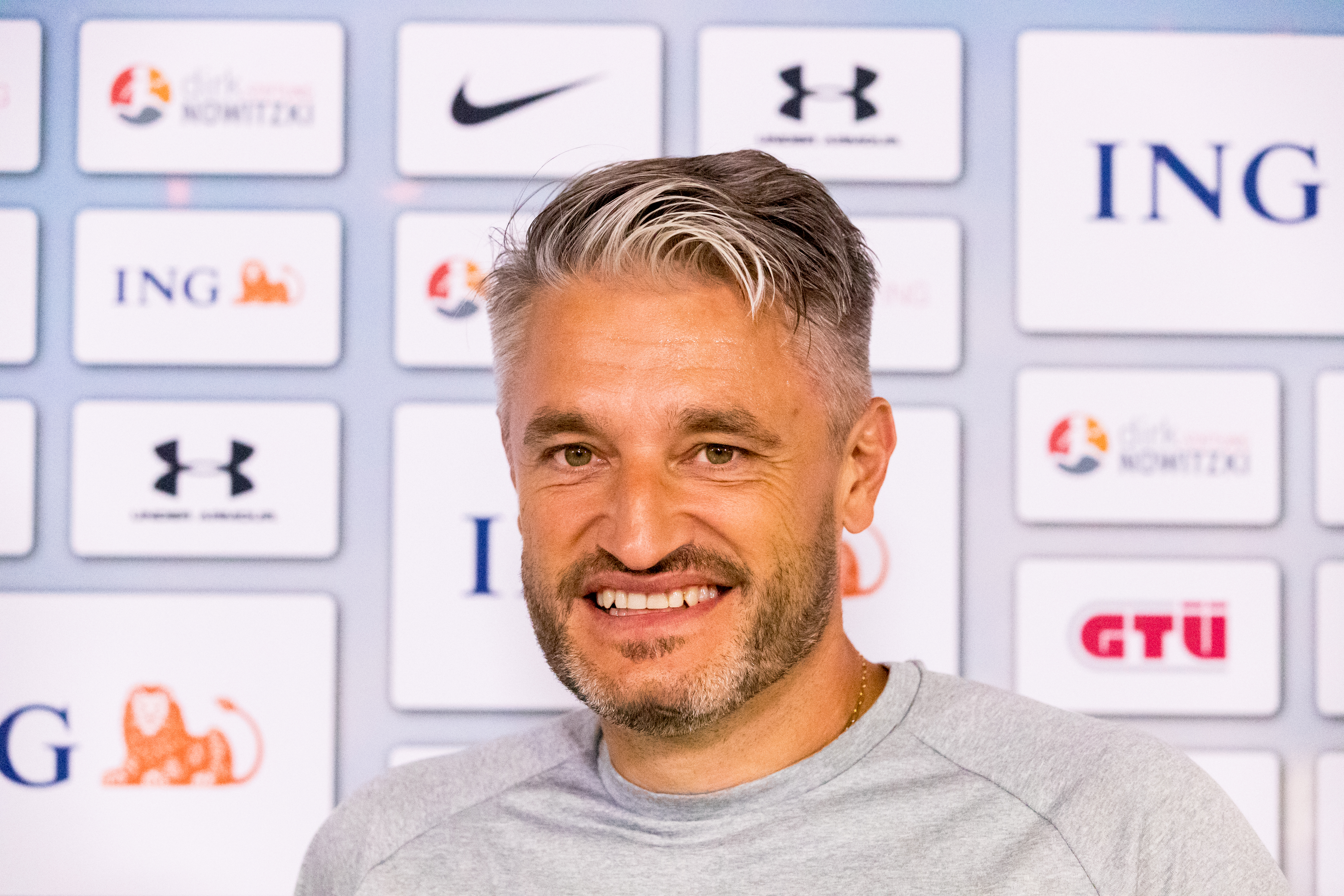
Gerd Schönfelder (2019).

Gerd Schönfelder, född 2 september 1970 i Kulmain, är en tysk alpin skidåkare.

## Karriär
Schönfelder, som växte upp i Övre Pfalz, började åka skidor i SV Kulmain i sin barndom. Han vann flera klubbmästerskap och vid tolv års ålder blev han Bayerns runner-up i sin åldersgrupp i storslalom. Trots dessa framgångar avstod han möjligheten att gå på  skidhögskolan i Berchtesgaden. Som anledning till detta sade han senare att han "inte ville flytta från [en] kompis, [en] en familj".
Schönfelder har vunnit totalt 16 guldmedaljer i Paralympiska vinterspelen, inklusive fyra guldmedaljer i alpin skidsport i Paralympiska vinterspelen 2002 i Salt Lake City, liksom 4 guldmedaljer i  Paralympiska vinterspelen 2010 i Vancouver.

## Medaljer paralympiska vinterspelen
- Paralympiska vinterspelen 1992
  -  - störtlopp, stående
  -  - Super-G, stående
  -  - storslalom, stående

- Paralympiska vinterspelen 1994
  -  - störtlopp, stående
  -  - slalom, stående
  -  - Super-G, stående
  -  - storslalom, stående

- Paralympiska vinterspelen 1998
  -  - slalom, stående
  -  - storslalom, stående

- Paralympiska vinterspelen 2002
  -  - störtlopp, stående
  -  - storslalom, stående
  -  - Super-G, stående
  -  - slalom, stående

- Paralympiska vinterspelen 2006
  -  - störtlopp, stående
  -  - storslalom, stående
  -  - Super-G, stående
  -  - slalom, stående

- Paralympiska vinterspelen 2010
  -  - störtlopp, stående
  -  - storslalom, stående
  -  - Super-G, stående
  -  - Superkombination, stående
  -  - slalom, stående

### Fotnoter
1. 1 2  ”Schonfelder wins fourth Vancouver gold” (på engelska). Sydney Morning Herald. 21 mars 2010. Läst 22 juli 2020.
2. ↑  ”"Leck mich, da musst du auch hin!"” (på tyska). Der Tagesspiegel. 9 mars 2018. https://www.tagesspiegel.de/sport/paralympics-teilnehmer-gerd-schoenfelder-leck-mich-da-musst-du-auch-hin/21050042.html. Läst 22 juli 2020.